# Niccolò Niccoli
Niccolò Niccoli (* 1365 in Florenz; † 3. Februar 1437 ebenda) war ein italienischer Kaufmann und bedeutender Vertreter des Renaissance-Humanismus. Er übernahm politische Verantwortung in seiner Heimatstadt und schuf um das Jahr 1423 mit der humanistischen Kursive den Archetyp der lateinischen Schreibschrift und die Voraussetzungen für die Entwicklung der ersten kursiven Drucktype.

## Leben
Niccolò Niccoli entstammt einer Familie, die bereits seit Beginn des 14. Jahrhunderts in Florenz ansässig war. Er war der älteste der sechs Söhne Jacopo, Giovanni, Bernardo, Piero und Vettori. Sein Vater war Bartolomeo Niccoli, der die Familie Niccoli bereits um das Jahr 1350 als Wollhändler zu großem Wohlstand brachte. Das Verhältnis mit seinen Brüdern war nach dem Tod seines Vaters in den 1380er Jahren von Konflikten finanzieller Natur geprägt, mitunter trugen die betroffenen Brüder ihre Konflikte öffentlich vor Gericht aus.
In der Zeit nach dem Tod seines Vaters übernahm Niccoli das Handelsgeschäft für einige Jahre selbst. Niccoli wandte sich jedoch im Laufe der 1390er Jahre dem Humanismus zu und gab seine Tätigkeit als Kaufmann auf. Bekannt war Niccoli auch deshalb, da er mit dem geerbten Vermögen begann, in systematischer Weise Handschriften und Altertümer zu sammeln. Seine private Büchersammlung habe mit feinen Bindungen („libri ben legati“) bestochen.
Einen Großteil seiner Zeit widmete Niccoli auch der griechischen Literatur, wobei er für Sprachunterricht und für die Beschaffung von Kodizes mit großen Kosten konfrontiert war.
Giannozzo Manetti beschrieb Niccoli in seiner Autobiographie als „liebenswürdige, anmutige und humorvolle Person“. So habe Niccoli bei der Teilnahme an Diskussionen der Gelehrten, was er angeblich zur Entspannung tat, Anekdoten und spöttische Bemerkungen in einer Art und Weise von sich gegeben, die die Zuhörer lange zum Lachen brachten.
Anfang der 1400er Jahre soll Niccoli einen radikalen Lebenswandel vollzogen und sich eine Parallelwelt geschaffen haben, wonach Niccoli die zeitgenössische Gesellschaft ablehnte, insbesondere die von den drei Florentiner Kronen („tre corone“) Dante, Petrarca und Boccaccio beeinflusste Kultur. Stattdessen wollte sich Niccoli in individueller Weise Einzelheiten der Geschichte widmen und sich auf ein „modernes“ Lernen konzentrieren. Niccoli vertrat wiederholt gegenüber Leonardo Bruni die Auffassung einer Bedeutungslosigkeit der wahrgenommenen Kultur. Um belesen zu werden, bedürfe es eines neuen Lernprozesses, der auch mit der Wiederentdeckung des klassischen Altertums einhergehe. Poggio zufolge verfügte Niccoli über ein hervorragendes Wissen der antiken Geschichte und sei in der Lage gewesen, aus Büchern und Werken antiker Gelehrter zu zitieren, wobei Poggio in seiner späteren Traueransprache über ihn schrieb, Niccoli hätte ein solches Wissen über die Antike verfügt, als habe er dort selbst gelebt.
Die Lebensjahre des Niccolò Niccoli geben in der Literatur und Wissenschaft teilweise Rätsel auf: So soll Niccoli zu dem Wirkungskreis von Coluccio Salutati gehört haben. Jedoch sind keine Briefe von Salutati an Niccoli überliefert. Niccoli war indes mit anderen Größen der italienischen Renaissance befreundet, was sich aus Briefen entnehmen lässt, die er unter anderem von Poggio Bracciolini, Leonardo Bruni und Ambrogio Traversari erhielt. Antwortschreiben von Niccoli sind jedoch nicht überliefert mit Ausnahme eines Briefes an Cosimo de’ Medici, dessen Kreis Niccoli im weiteren Verlaufe seines Lebens angehörte. Sein Interesse an der Geschichte teilte er auch mit Carlo Marsuppini da Arezzo.
Von Niccoli ist kein einziges Werk überliefert. Guarino zufolge jedoch verfasste Niccoli ein Werk über das korrekte Schreiben („De Ortographia“). Wiederholt und lautstark kritisierte er in der öffentlichen Diskussion die Rechtschreibung der Gelehrten in Florenz.
Nach seinem Tod im Jahr 1437 löste Cosimo de’ Medici an die 800 Manuskripte bei seinen Gläubigern aus und verbrachte sie im Jahr 1444 in das Dominikanerkloster San Marco in Florenz, das so zur ersten öffentlichen Bibliothek wurde.

### Politisches Wirken
Im Februar 1392 wurde Niccoli zur florentinischen Volksvertretung (Consiglio del Popolo) berufen. Zwischen Februar und November 1413 war Niccoli Teil der sechs hohen Beamten, die für den Abbau der Stadtschulden zuständig waren. 1414 wurde er in das Direktorium der Universität Florenz (Studio Fiorentino) berufen, wo er jedoch erst im November 1434 nach der Exil-Rückkehr der Medici Brüder, Cosimo de’ Medici und Lorenzo di Giovanni de’ Medici, nach einer erneuten Berufung in Erscheinung trat. Niccoli soll bis zur Rückkehr der Medici nach Florenz die politische Klasse verachtet haben.

## Wegbereiter der lateinischen Schreibschrift und der kursiven Antiqua-Type

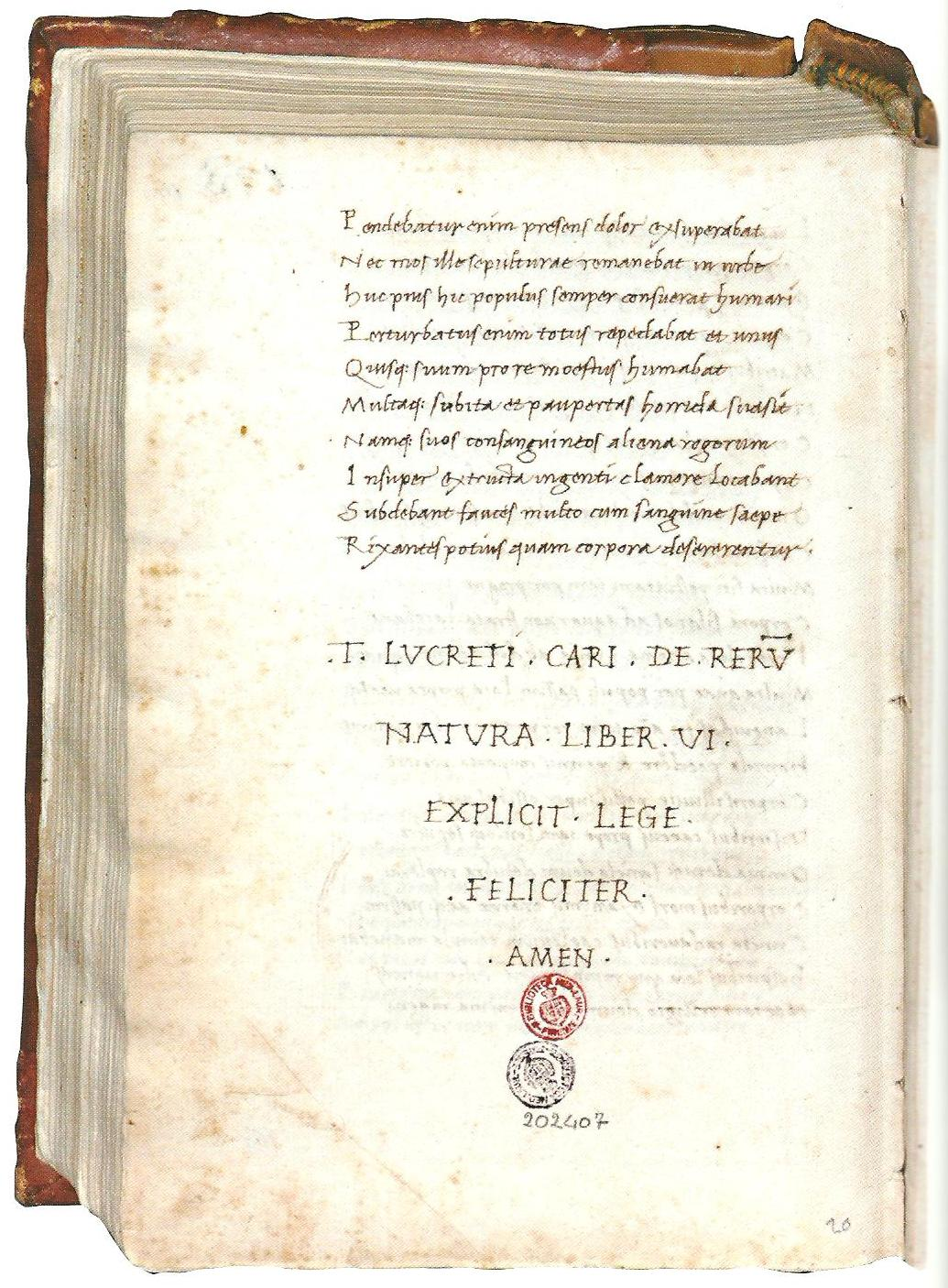
Humanistische Kursive von Niccolo Niccoli

Niccolò Niccoli leistete einen nachhaltigen Beitrag zur Entwicklung der lateinischen Schreibschrift. Durch seine reichen Erfahrungen als Kalligraf entwickelte er beim zügigen Kopieren vieler antiker Manuskripte, die vor allem in karolingischer Minuskel geschrieben waren, eine neuartige Handschrift (erstmals 1423 nachgewiesen). Sie ist als humanistische Kursive (engl. italic, franz. italique) in die Schriftgeschichte eingegangen.
Diese Schrift, die keine Vorbilder hatte, zeichnete sich durch Geläufigkeit und Klarheit aus. Die schräggestellten Kleinbuchstaben waren durch eine Synthese zwischen den italienischen Formen der Gotischen Kursive und karolingischen Schriftelementen der Humanistischen Minuskel charakterisiert. Sie waren nicht gebaut, sondern einzügig zu schreiben und häufig miteinander verbunden. Die geradestehenden Großbuchstaben waren aus der Capitalis monumentalis übernommen. So bildete die Humanistische Kursive als dynamisch akzentuierte Gebrauchsschrift ein gelungenes Pendant zur statischen Buchschrift, der Humanistischen Minuskel (Vorläuferin der Antiqua).
Niccolò Niccoli schuf mit seiner Handschrift den Archetyp der lateinischen Schreibschrift. Seine Kursive wurde von vielen humanistischen Gelehrten und Künstlern übernommen (Julius Pomponius Laetus hatte zu ihrer Verbreitung beigetragen). Zugleich schuf Niccoli die Voraussetzungen für die Entwicklung der ersten kursiven Drucktype. Mit der stilistischen Vervollkommnung zur sogenannten Cancellaresca wurde die Schrift 1500 von dem Stempelschneider Francesco Griffo geschnitten und 1501 von Aldus Manutius für den Buchdruck in Venedig eingesetzt. Damit stabilisierte sich ihr Formenaufbau zu einem Prototyp von Kursiv, der danach nur noch im Detail variiert wurde. Der französische Stempelschneider Claude Garamond (1480–1561) war der erste, dem es gelang, die Kursive mit der geradestehenden Antiqua zu einer ästhetischen Einheit zu verbinden. Seitdem gehört zu jeder Schriftfamilie der Antiqua die Gestaltung der Kursive als Auszeichnungsschrift.

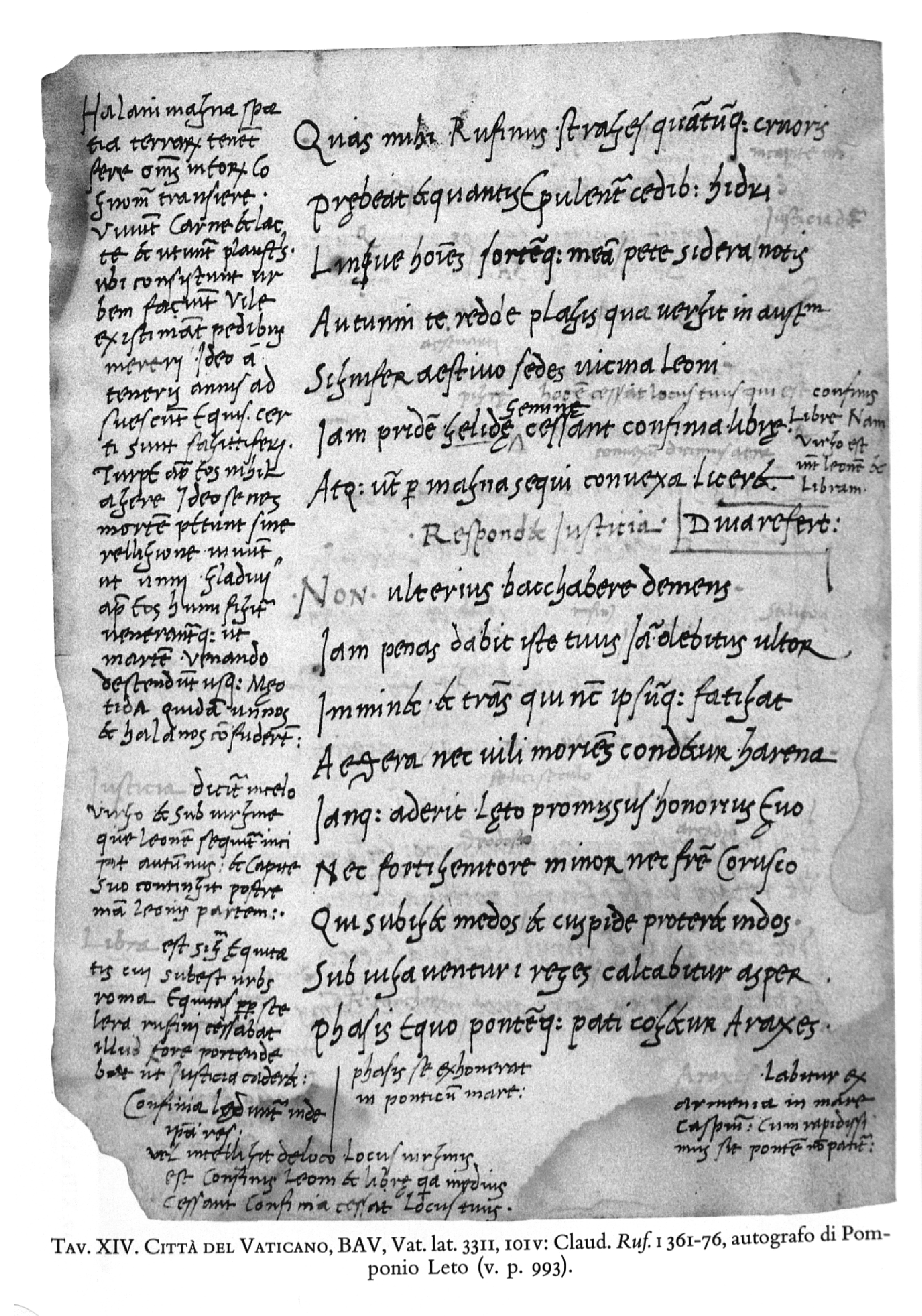
Handschrift von Julius Pomponius Laetus
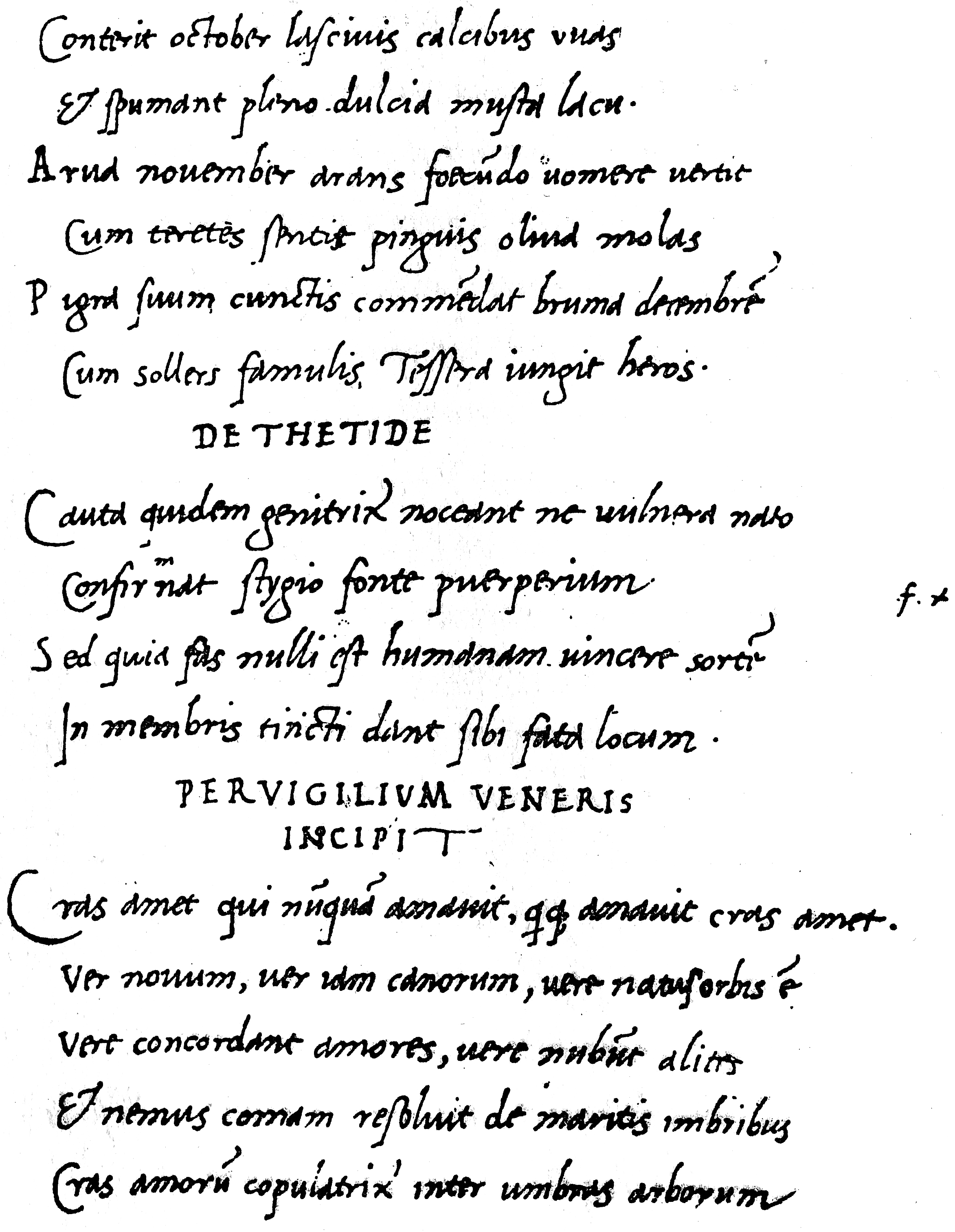
Handschrift des Dichters Jacopo Sannazaro
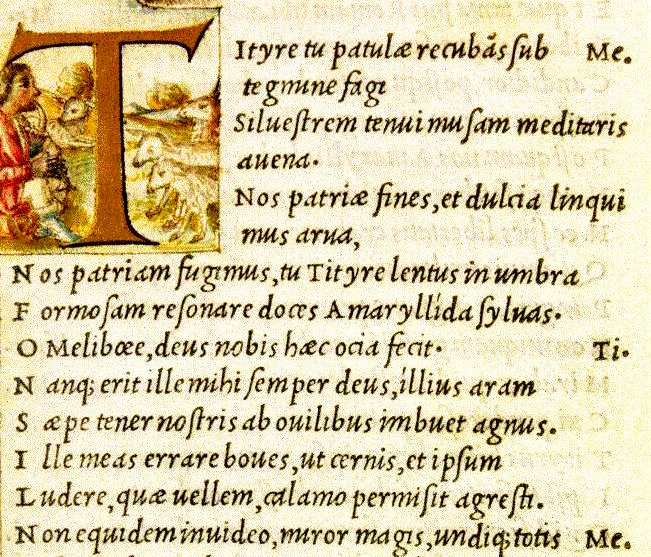
Die erste kursive Drucktype bei Aldus Manutius in der Vergilausgabe von 1501
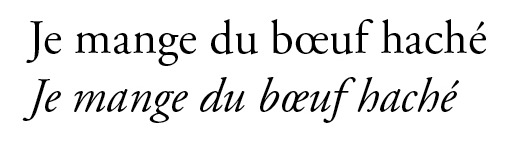
Antiqua und Antiqua-Kursiv von Garamond